# Osteopontin
Osteopontin (OPN), takođe poznat kao koštani sialoprotein I (BSP-1), rani T-limfocit aktivator (ETA-1), i izlučeni fosfoprotein 1 (SPP1), je produkt ljudskog SPP1 gena,. Ovaj protein je konzerviran kod niza drugih vrsta. Osteopontin je  glikoprotein koji je prvi put bio identifikovan 1986 godine u osteoblastima.
Prefiks osteo indicira da je ovaj protein izražen u kostima, mada je on takođe izražen i u drugim tkivima. Sufiks -pontin je izveden iz lat. pons, most, čime se označava uloga osteopontina u vezivanju proteina. Osteopontin je ekstracelularni strukturni protein. On je organska komponenta kostiju. Sinonimi za ovaj protein su sialoprotein I i 44 K BPP (koštani fosfoprotein).
Njegov gen ima 7 eksona, sadrži 5 kb. Kod ljudi je lociran na hromozomu 4. Ovaj protein se sastoji od ~300 aminokiselinskih ostataka i ima ~30 vezanih ugljeno hidratnih ostataka uključujući 10 ostataka sijalinske kiseline. Ugljeno hidratni ostaci su vezani za protein tokom posttranslacionih modifikacija u Goldžijevom aparatu. Ovaj protein je bogat u kiselim ostacima: 30-36% su bilo aspartična ili glutaminska kiselina.

## Struktura

### Generalna struktura
je jako negativno naelektrisani protein ekstracelularnog matriksa koji nema ekstenzivnu sekundarnu strukturu. On se sastoji od oko 300 aminokiselina (297 kod miša; 314 kod čoveka) i on je izražen kao 33 kDa nascentni protein. On sadrži nekoliko funkcionalno važnih mesta rascepa. OPN je podložan posttranslacionim modifikacijama koje povećavaju njegovu molekulsku težinu do oko 44 kDa.

### Izoforme
može biti modifikovan trombinskim presecanjem, što izlaže sekvencu SVVYGLR. Taj protein je poznat kao OPN-R. On poseduje epitop za integrin receptore α4β1, α9β1, i α9β4. Ova grupa integrin receptora je prisutna na mnogobrojnim imunskim ćelijama kao što su mast ćelije, neutrofili, i T ćelije. Oni su takođe izraženi na monocitima i makrofagama. Nakon vezivanja tih receptora, ćelije koriste nekoliko puteva transdukcije signala da izazovu imunski respons. OPN-R može biti dalje razložen carboksipeptidazom B (CPB) odstranjivanjem C-terminalnog arginina, čime se formira OPN-L. Funkcija OPN-L proteina nije dovoljno poznata.

## Biosinteza
Biosinteza osteopontina se odvija u varijetetu tkiva koji obuhvata: fibroblaste preosteoblaste, osteoblaste, osteocite, odontoblaste, neke ćelije kičmene moždine, hipertrofne hondrocite, dendritske ćelije, makrofage, glatke mišiće, mioblaste skeletalnih mušića, endotelne ćelije, non-koštane ćelije u unutrašnjem uvu, mozak, bubreg, decidua, i placenta. Sinteza osteopontina je stimulisana kalcitriolom (1,25-dihidroksi-vitaminom D3).

## Biološka funkcija

### Uloga u preoblikovanju kostiju
Ustanovljeno je da je osteopontin važan faktor u preoblikovanju kostiju. Specifično, istraživanja sugerišu da on igra važnu ulogu u fiksiranju osteoklasta za mineralni matriks kostiju. Organski deo kosti sačinjava oko 20% njihove suve težine. Njega sačinjavaju pored osteopontina, kolagen tip , osteokalcin, osteonektin, koštani sialoprotein i alkalne fosfataze. Kolagen tip I sačinjava 90% proteinske mase. Neorganski deo kosti je mineral hidroksiapatit, . Gubitak tog minerala može da dovede do osteoporoze.
OPN je inicijator procesa kojim osteoklasti razvijaju njihovu naboranu površinu da bi započeli koštanu resorpciju. On je takođe nađen u urinu, gde inhibira formiranje kamena u bubregu.

### Uloga u imunskim funkcijama
se vezuje za nekoliko integrin receptora (α4β1, α9β1, i α9β4) koji su izraženi na leukocitima. Ti receptori imaju dobro poznatu funkciju u ćelijskoj adheziji, migraciji, i opstanku leukocita. Nedavna istraživanja su bila usredsređena na OPN ulogu u posredovanju tih responsa.
Osteopontin je izražen u nizu imunskih ćelija, uključujući makrofage, neutrofile, dendritske ćelije, T ćelije|T i B ćelije, mada u različitoj meri. Na osnovu nekih izveštaja OPN dejstvuje kao imunski modulator na više načina. Primarni oblik njegovog dejstva je hemotaksa, kojom se promoviše ćelijsko regrutovanje na mesta inflamacije. On takođe funkcioniše kao adhezioni protein, koji doprinosi ćelijskom pričvršćavanju i zarastanju rana. Dodatno, OPN posreduje ćelijsku aktivaciju i produkciju citokina, i podstiče ćelijski opstanak putem regulacije apoptoze.

#### Hemotaksa
ima važnu ulogu u regrutovanju neutrofila u oboljenju jetre alkoholičara. OPN je važan za migraciju neutrofila in vitro. Dodatno, OPN regrutuje inflamatorne ćelije u artritične zglobove u kolagen-indukovanom artritičnom modelu reumatoidnog artritisa. Nedavne in vitro studije, 2008, su ustanovile da OPN učestvuje u migraciji mast ćelija. U ovim eksperimentima OPN nokaut mast ćelije su bile kultivisane. Primećen je umanjen nivo hemotakse u tim ćelijama u poređenju sa normalnim mast ćelijama. Za OPN je takođe nađeno da dejstvuje kao hemoatraktivni faktor makrofaga. U ovoj studiji, istraživači su studirali akumulaciju makrofaga u mozgu resus majmuna i ustanovili su da OPN sprečava makrofage da napuste mesta akumulacije, što indicira povišeni nivo hemotakse.

## Literatura
1. ↑  „Entrez Gene: SPP1 secreted phosphoprotein 1”.
2. ↑  Wang KX, Denhardt DT (2008). „Osteopontin: role in immune regulation and stress responses”. Cytokine Growth Factor Rev. 19 (5–6): 333—45. PMID 18952487. doi:10.1016/j.cytogfr.2008.08.001.
3. ↑  Rangaswami H, Bulbule A, Kundu GC (2006). „Osteopontin: role in cell signaling and cancer progression”. Trends Cell Biol. 16 (2): 79—87. PMID 16406521. doi:10.1016/j.tcb.2005.12.005.
4. ↑  Laffón, A.; García-Vicuña, R.; Humbría, A.;  . (1991). „Upregulated expression and function of VLA-4 fibronectin receptors on human activated T cells in rheumatoid arthritis”. J. Clin. Invest. 88 (2): 546—52. PMC 295383 . PMID 1830891. doi:10.1172/JCI115338.
5. ↑  Seiffge, D. (1996). „Protective effects of monoclonal antibody to VLA-4 on leukocyte adhesion and course of disease in adjuvant arthritis in rats”. J. Rheumatol. 23 (12): 2086—91. PMID 8970045.
6. 1 2  Reinholt FP, Hultenby K, Oldberg A, Heinegård D (1990). „Osteopontin--a possible anchor of osteoclasts to bone”. Proc. Natl. Acad. Sci. U.S.A. 87 (12): 4473—5. Bibcode:1990PNAS...87.4473R. PMC 54137 . PMID 1693772. doi:10.1073/pnas.87.12.4473 .
7. 1 2  Banerjee A, Apte UM, Smith R, Ramaiah SK (2006). „Higher neutrophil infiltration mediated by osteopontin is a likely contributing factor to the increased susceptibility of females to alcoholic liver disease”. J. Pathol. 208 (4): 473—85. PMID 16440289. doi:10.1002/path.1917.
8. ↑  Sodek J, Batista Da Silva AP, Zohar R (2006). „Osteopontin and mucosal protection”. J. Dent. Res. 85 (5): 404—15. PMID 16632752. doi:10.1177/154405910608500503.
9. ↑  Ashizawa, N.; Graf, K.; Do, Y. S.;  . (1996). „Osteopontin is produced by rat cardiac fibroblasts and mediates A(II)-induced DNA synthesis and collagen gel contraction”. J. Clin. Invest. 98 (10): 2218—27. PMC 507670 . PMID 8941637. doi:10.1172/JCI119031.
10. ↑  Murry CE, Giachelli CM, Schwartz SM, Vracko R (1994). „Macrophages express osteopontin during repair of myocardial necrosis”. Am. J. Pathol. 145 (6): 1450—62. PMC 1887495 . PMID 7992848.
11. ↑  Ikeda T, Shirasawa T, Esaki Y, Yoshiki S, Hirokawa K (1993). „Osteopontin mRNA is expressed by smooth muscle-derived foam cells in human atherosclerotic lesions of the aorta”. J. Clin. Invest. 92 (6): 2814—20. PMC 288482 . PMID 8254036. doi:10.1172/JCI116901.
12. ↑  Uaesoontrachoon K, Yoo HJ, Tudor E, Pike RN, Mackie EJ, Pagel CN (2008). „Osteopontin and skeletal muscle myoblasts: Association with muscle regeneration and regulation of myoblast function in vitro”. Int. J. Biochem. Cell Biol. 40 (10): 2303—14. PMID 18490187. doi:10.1016/j.biocel.2008.03.020.
13. ↑  Choi ST, Kim JH, Kang EJ, Lee SW, Park MC, Park YB, Lee SK (2008). „Osteopontin might be involved in bone remodelling rather than in inflammation in ankylosing spondylitis”. Rheumatology (Oxford). 47 (12): 1775—9. PMID 18854347. doi:10.1093/rheumatology/ken385.
14. 1 2  Wang KX, Denhardt DT (2008). „Osteopontin: role in immune regulation and stress responses”. Cytokine Growth Factor Rev. 19 (5–6): 333—45. PMID 18952487. doi:10.1016/j.cytogfr.2008.08.001.
15. ↑  Apte UM, Banerjee A, McRee R, Wellberg E, Ramaiah SK (2005). „Role of osteopontin in hepatic neutrophil infiltration during alcoholic steatohepatitis”. Toxicol. Appl. Pharmacol. 207 (1): 25—38. Bibcode:2005ToxAP.207...25A. PMID 15885730. doi:10.1016/j.taap.2004.12.018.
16. ↑  Koh A, da Silva AP, Bansal AK, Bansal M, Sun C, Lee H, Glogauer M, Sodek J, Zohar R (2007). „Role of osteopontin in neutrophil function”. Immunology. 122 (4): 466—75. PMC 2266047 . PMID 17680800. doi:10.1111/j.1365-2567.2007.02682.x.
17. ↑  Ohshima S, Kobayashi H, Yamaguchi N, Nishioka K, Umeshita-Sasai M, Mima T, Nomura S, Kon S, Inobe M, Uede T, Saeki Y (2002). „Expression of osteopontin at sites of bone erosion in a murine experimental arthritis model of collagen-induced arthritis: possible involvement of osteopontin in bone destruction in arthritis”. Arthritis Rheum. 46 (4): 1094—101. PMID 11953989. doi:10.1002/art.10143.
18. ↑  Sakata M, Tsuruha JI, Masuko-Hongo K, Nakamura H, Matsui T, Sudo A, Nishioka K, Kato T (2001). „Autoantibodies to osteopontin in patients with osteoarthritis and rheumatoid arthritis”. J. Rheumatol. 28 (7): 1492—5. PMID 11469452.
19. ↑  Nagasaka, A.; Matsue, H.; Matsushima, H.;  . (2008). „Osteopontin is produced by mast cells and affects IgE-mediated degranulation and migration of mast cells”. Eur. J. Immunol. 38 (2): 489—99. PMID 18200503. doi:10.1002/eji.200737057.
20. ↑  Burdo TH, Wood MR, Fox HS (2007). „Osteopontin prevents monocyte recirculation and apoptosis”. J. Leukoc. Biol. 81 (6): 1504—11. PMC 2490714 . PMID 17369493. doi:10.1189/jlb.1106711.

## Dodatne slike
- Osteoklast

## Dodatna literatura
- Fujisawa R (2002). „[Recent advances in research on bone matrix proteins]”. Nippon Rinsho. 60 Suppl 3: 72—8. PMID 11979972.
- Denhardt, D. T.; Mistretta, D.; Chambers, A. F.;  . (2003). „Transcriptional regulation of osteopontin and the metastatic phenotype: evidence for a Ras-activated enhancer in the human OPN promoter”. Clin. Exp. Metastasis. 20 (1): 77—84. PMID 12650610. doi:10.1023/A:1022550721404.
- Yeatman TJ, Chambers AF (2003). „Osteopontin and colon cancer progression”. Clin. Exp. Metastasis. 20 (1): 85—90. PMID 12650611. doi:10.1023/A:1022502805474.
- O'Regan A (2004). „The role of osteopontin in lung disease”. Cytokine Growth Factor Rev. 14 (6): 479—88. PMID 14563350. doi:10.1016/S1359-6101(03)00055-8.
- Wai PY, Kuo PC (2004). „The role of Osteopontin in tumor metastasis”. J. Surg. Res. 121 (2): 228—41. PMID 15501463. doi:10.1016/j.jss.2004.03.028.
- Konno S, Hizawa N, Nishimura M, Huang SK (2007). „Osteopontin: a potential biomarker for successful bee venom immunotherapy and a potential molecule for inhibiting IgE-mediated allergic responses”. Allergology International : Official Journal of the Japanese Society of Allergology. 55 (4): 355—9. PMID 17130676. doi:10.2332/allergolint.55.355.
- Rodrigues, L. R.; Teixeira, J. A.; Schmitt, F. L.;  . (2007). „The role of osteopontin in tumor progression and metastasis in breast cancer”. Cancer Epidemiol. Biomarkers Prev. 16 (6): 1087—97. PMID 17548669. doi:10.1158/1055-9965.EPI-06-1008.
- Ramaiah SK, Rittling S (2007). „Role of osteopontin in regulating hepatic inflammatory responses and toxic liver injury”. Expert Opinion on Drug Metabolism & Toxicology. 3 (4): 519—26. PMID 17696803. doi:10.1517/17425225.3.4.519.

## Spoljašnje veze
- Osteopontin на 